# Президентские выборы в Южной Корее (1972)

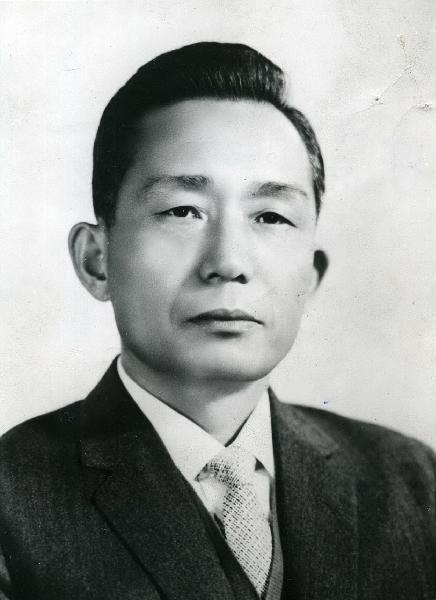
Пак Чон Хи

Президентские выборы 1972 года в Южной Корее состоялись 23 декабря, после вступления в силу Конституции Юсин. В соответствии с Конституцией Юсин, президент избирался не прямым голосованием избирателей, как это было ранее, а коллегией выборщиков, которая именовалась «Национальный совет по делам объединения», и была сформирована 5 декабря. Единственным кандидатом на выборах был действующий президент Пак Чон Хи, который получил голоса 2357 из 2359 членов коллегии выборщиков, два бюллетеня признаны недействительными.

## Результаты выборов
| Место            |                  | Кандидаты        | Партия                                 | Число поданых голосов | %       |
| ---------------- | ---------------- | ---------------- | -------------------------------------- | --------------------- | ------- |
| 1                |                  | Пак Чон Хи       | Демократическая республиканская партия | 2357                  | 99,91 % |
| Недействительных | Недействительных | Недействительных | Недействительных                       | 2                     | 0,09 %  |
| Выборщики        | Выборщики        | Выборщики        | Выборщики                              | 2359                  |         |
| Всего голосов    | Всего голосов    | Всего голосов    | Всего голосов                          | 2359                  | 100 %   |